# النزلة الغربية
النزلة الغربية هي قرية فلسطينية في محافظة طولكرم، تقع على بعد 16 كيلومترًا شمال طولكرم. كانت القرية تحت الاحتلال الإسرائيلي منذ حرب الأيام الستة عام 1967.

## السكان
بلغ عدد سكان النزلة الغربية حوالي 885 نسمة في منتصف عام 2006، وفقًا لبيانات الجهاز المركزي للإحصاء الفلسطيني. وفي عام 1997، شكّل اللاجئون ما نسبته 6.1٪ من إجمالي سكان القرية. وتعد بلدة باقة الشرقية المركز الرئيسي لمرافق الرعاية الصحية التي تخدم القرى المجاورة.

## تاريخها
تم العثور على بقايا فخارية تعود إلى العصر الروماني في هذه المنطقة. إلى الجنوب الغربي من القرية، وعلى قمة تل، يقع ضريح الشيخ خليل، والذي بُني باستخدام حجارة قديمة معاد استخدامها. كما عُثر في الموقع على شظايا فخارية تعود إلى العصر البيزنطي. بالإضافة إلى ذلك، تم العثور على قطع فخارية تعود إلى بدايات العهد الإسلامي والعصور الوسطى.

### العهد العثماني
في عام 1870/1871 (1288 هـ)، أدرجت إحصاءات الدولة العثمانية القرية ضمن ناحية الشعروية الشرقية. وفي عام 1882، وصفها مسح صندوق استكشاف فلسطين (PEF) باسم "نزلة التينات"، مشيرًا إليها على أنها قرية صغيرة تحيط بها أشجار التين، مع وجود بئر إلى الغرب في أرض منخفضة، وكهوف تقع قبالتها من الجهة الجنوبية.

### فترة الانتداب البريطاني
وفقًا لتعداد عام 1931، الذي أجرته سلطات الانتداب البريطاني، بلغ عدد سكان النزلة الغربية 64 نسمة، جميعهم من المسلمين، وكانوا يقيمون في 13 منزلًا. وفي إحصاءات عام 1945، بلغ عدد سكان القرية 100 نسمة، جميعهم من المسلمين، وامتلكت القرية 2,320 دونمًا من الأراضي، وفقًا للمسح الرسمي للأراضي والسكان. من هذه الأراضي، كانت 182 دونمًا مستخدمة للبساتين والزراعة المروية، و556 دونمًا مخصصة لزراعة الحبوب، بينما بلغت مساحة الأرض المبنية 2 دونم فقط.

### العهد الأردني
في أعقاب حرب 1948 العربية-الإسرائيلية، وبعد اتفاقيات الهدنة لعام 1949، أصبحت النزلة الغربية تحت الحكم الأردني. وفي عام 1961، بلغ عدد سكان النزلة الغربية 187 نسمة.

### بعد عام 1967
بعد حرب الأيام الستة عام 1967، وقعت النزلة الغربية تحت الاحتلال الإسرائيلي. ووفقًا للجهاز المركزي للإحصاء الفلسطيني، بلغ عدد سكان النزلة الغربية حوالي 1,110 نسمة في عام 2017. وفي عام 1997، شكّل اللاجئون 6.1٪ من إجمالي سكان القرية. وتخدم المرافق الصحية في بلدة باقة الشرقية القرى المجاورة، حيث تصنف على أنها من المستوى الثالث وفق تصنيف وزارة الصحة.